# Copestylum oscillans
Copestylum oscillans är en tvåvingeart som beskrevs av Albany Hancock och Rotheray 2007. Copestylum oscillans ingår i släktet Copestylum och familjen blomflugor.
Artens utbredningsområde är Costa Rica. Inga underarter finns listade i Catalogue of Life.